# Órbita areoestacionaria
La órbita areoestacionaria u órbita ecuatorial areosíncrona (abreviada AEO, por el inglés areosynchronous equatorial orbit) es una órbita areosíncrona circular prógrada situada a aproximadamente 17.032 km de altitud sobre el plano ecuatorial de Marte . Cualquier punto de dicha órbita gira alrededor de Marte en la misma dirección y con el mismo período que la superficie marciana. La órbita areoestacionaria es el equivalente marciano de la órbita geoestacionaria de la Tierra. El prefijo areo- se deriva de Ares, el antiguo dios griego de la guerra y contraparte del dios romano Marte, con quien se identificó el planeta. La palabra griega moderna para Marte es Άρης (Áris).

## Fórmula
La velocidad orbital (lo rápido que se mueve un satélite a través del espacio) se calcula multiplicando la velocidad angular del satélite por el radio orbital:
{\displaystyle R_{syn}={\sqrt[{3}]{G(m_{2})T^{2} \over 4\pi ^{2}}}}
G = Constante de gravitación universal
m2 = Masa del cuerpo celestial
T = Periodo rotacional del cuerpo
Mediante esta fórmula se puede encontrar la órbita geoestacionaria análoga de un objeto en relación con cualquier cuerpo dado (Marte, en el caso de la órbita areoestacionaria).
Considerando la masa de Marte 6,4171 × 1023 kg y el período sidéreo 88.642 segundos, la órbita sincrónica tiene un radio de 20.428 km desde el centro de masas de Marte. Por lo tanto, la órbita areoestacionaria se puede definir como aproximadamente 17.032 km sobre la superficie del ecuador de Marte. Esta altitud produce un período orbital igual al período de rotación marciano (24 horas, 37 minutos). La latitud de la órbita areoestacionaria siempre es igual a 0º

## Perturbaciones orbitales
Hasta la fecha, no se ha situado ningún satélite artificial en esta órbita, pero es de interés para algunos científicos que prevén una futura red de telecomunicaciones para la exploración de Marte. Un asteroide o una estación colocados en una órbita areoestacionaria también podrían usarse para construir un ascensor espacial marciano para su uso en transferencias entre la superficie de Marte y la órbita. 
Sin embargo, cualquier satélite artificial situado en órbita areoestacionaria requerirá de importantes maniobras de mantenimiento de posición orbital, ya que sufrirá perturbaciones orbitales cada vez más grandes. Esto se debe a que el cinturón de Clarke marciano se encuentra entre las órbitas de los dos satélites naturales del planeta. Fobos tiene un semieje mayor de 9.376 km y Deimos tiene un semieje mayor de 23.463 km. La proximidad a la órbita de Fobos en particular (la más grande de las dos lunas) causará efectos de resonancia orbital indeseados, los cuales cambiarán gradualmente la órbita de cualquier satélites areoestacionario.